# Теракт в Лакки-Марвате (2010)
Террористический акт в Лакки-Марвате (Пакистан) произошёл 1 января 2010 года, целью атаки стали зрители волейбольного матча.

## Ход атаки
1 января 2010 года террорист-смертник управляя автомобилем Мицубиси Паджеро, привёл в действие взрывное устройство среди зрителей волейбольного турнира. В результате атаки погибло 95 человек, ещё около 100 получили ранения различной степени тяжести. Ответственность за теракт взяла на себя радикальная суннитская группировка «Техрик-е Талибан Пакистан». Это террористическое нападение стало одним из самых кровавых в истории Пакистана.